# Oscar Kjellberg
Oscar Kjellberg (Arvika, 21 de septiembre de 1870 - Gotemburgo, 5 de julio de 1931) fue un inventor y empresario sueco. Fundador de Elektriska Svetsnings-Aktiebolaget (ESAB), en 1904, y Kjellberg Finsterwalde, en 1922.
Inventó el electrodo recubierto utilizado en la soldadura manual de metal por arco, patentado el 29 de junio de 1907 (Patente sueca: 27152).
Fue pionero en el desarrollo de los electrodos con un núcleo de metal sumergidos en una mezcla de polvo de hierro y otras sustancias químicas. El resultado se convirtió en un recubrimiento poroso no conductor que libera dióxido de carbono al calentarse. El dióxido de carbono cubre con una capa de escoria la soldadura hasta que se enfría protegiendo del óxido del aire. Nació así el electrodo revestido, lo que ayudó a su desarrollo industrial en los siguientes 20 años.
Fue encontrado muerto en la mesa de su despacho tras sufrir una hemorragia cerebral. Está enterrado en el cementerio oriental de Gotemburgo.